# Estadio Olímpico Guillermo Albornoz
El estadio Olímpico Guillermo Albornoz es un estadio multiusos. Está ubicado en la ciudad de Cayambe, provincia de Pichincha. Es usado mayoritariamente para la práctica del fútbol, Tiene capacidad para 12 000 espectadores.

## Historia
Desempeña un importante papel en el fútbol local, ya que los clubes cayambeños como el Cuniburo Fútbol Club hacen de locales en este escenario deportivo.
El estadio es sede de distintos eventos deportivos a nivel local, así como es escenario para varios eventos de tipo cultural, especialmente conciertos musicales (que también se realizan en el Coliseo Centenario y la Plaza de Toros de Cayambe).

## Galería

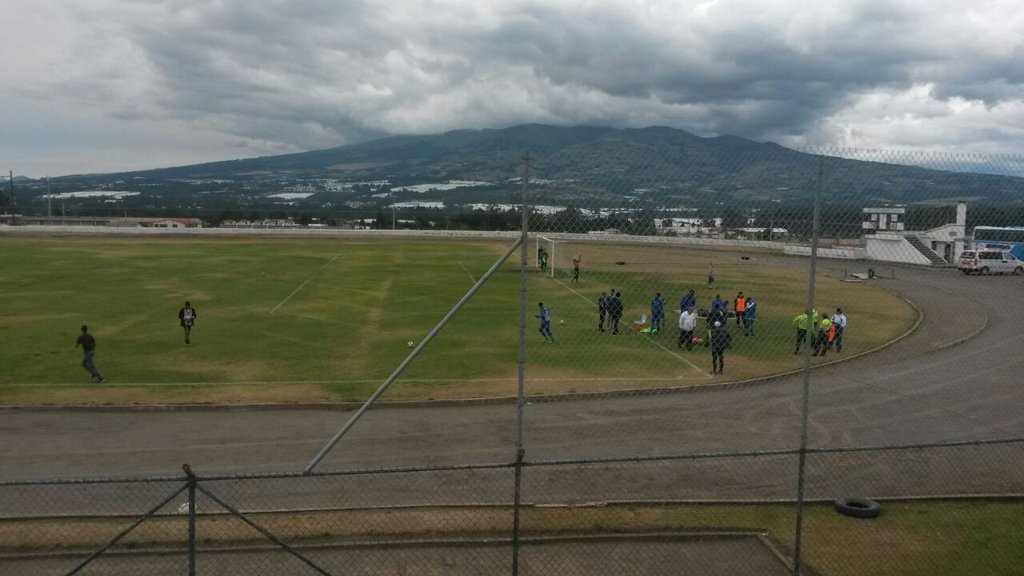
Vista desde la tribuna
Tribuna principal (vista derecha)
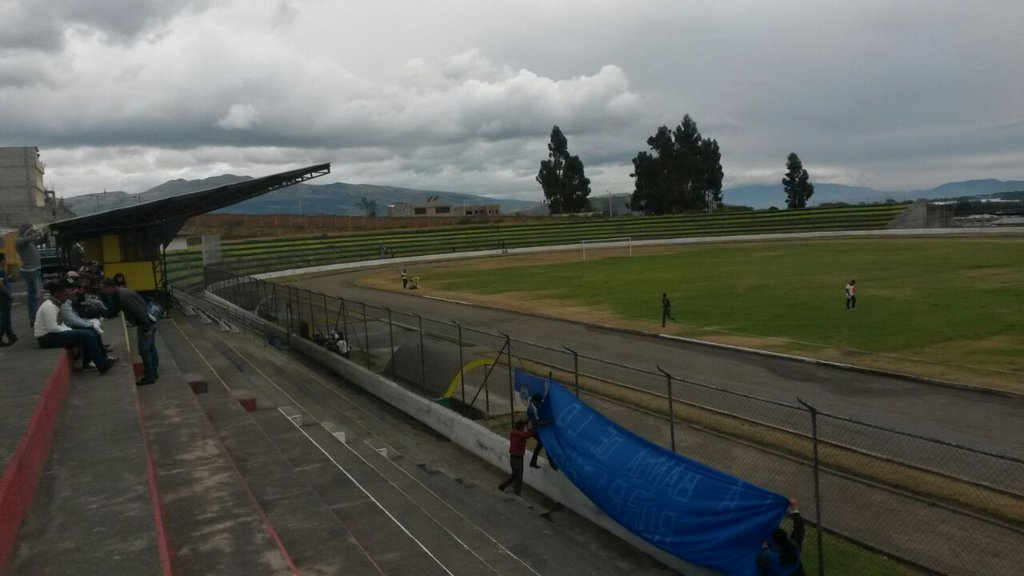
Tribuna principal (vista izquierda)